# GnomeBaker
GnomeBaker是一個以GTK2／Gnome編寫的光碟燒錄軟體。這是作者業餘編寫的軟體，所以開發進度比其他同類軟體為慢。

## 功能
GnomeBaker支援資料CD的燒錄與音樂CD的燒錄；在支援的音樂格式方面，分別有WAV、MP3以及OGG三種，新版亦已支援影片DVD的燒錄。其功能詳列於下：
- 燒錄資料光碟
- 清空可重寫光碟
- 燒錄DVD光碟
- 複製資料光碟
- 複製音樂光碟
- 支持multisession燒錄
- 支持光碟映像檔燒錄
- 可由現有的WAVs、MP3s與OGGs直接燒錄為音樂光碟

## 碟片支援
它支援CDR、CDRW、DVD-R、DVD-RW、DVD+R、DVD+RW的燒錄，亦支援Double-layer。同時亦支援光碟超燒功能。

## 檔案名稱語系支援
GnomeBaker擁有全面的中日韓文字（也即是UTF-8）支援，所以中日韓文字的資料夾或是檔案之名稱是可以使用的。

## 外部連結
- GnomeBaker官方網站（页面存档备份，存于）